# Kabinett Paluckas
Das Kabinett Paluckas bildet seit dem 12. Dezember 2024 die Regierung von Litauen. Es löste das Kabinett Šimonytė ab.
Die  Sozialdemokraten gewannen die Parlamentswahl 2024 und bildeten anschließend eine Koalition mit der Demokratischen Union für Litauen und der Morgenröte von Nemunas. Am 4. August 2025 erklärte Premierminister Paluckas seinen Rücktritt.

## Zusammensetzung
| Ressort                         | Bild | Name                                  | Partei                                                                        |
| ------------------------------- | ---- | ------------------------------------- | ----------------------------------------------------------------------------- |
| Premierminister                 |      | Gintautas Paluckas bis 4. August 2025 | LSDP                                                                          |
| Premierminister                 |      | Rimantas Šadžius ab 4. August 2025    | LSDP                                                                          |
| Landwirtschaft                  |      | Ignas Hofmanas                        | Parteilos (unterstützt von Nemuno aušra)                                      |
| Kultur                          |      | Šarūnas Birutis                       | LSDP                                                                          |
| Wirtschaft und Innovationen     |      | Lukas Savickas                        | DSVL                                                                          |
| Bildung, Wissenschaft und Sport |      | Raminta Popovienė                     | LSDP                                                                          |
| Energiewirtschaft               |      | Žygimantas Vaičiūnas                  | DSVL                                                                          |
| Umwelt                          |      | Povilas Poderskis                     | Parteilos (unterstützt von Nemuno aušra; früher Mitglied von Laisvės partija) |
| Finanzen                        |      | Rimantas Šadžius                      | LSDP                                                                          |
| Auswärtige Angelegenheiten      |      | Kęstutis Budrys                       | Parteilos (unterstützt von Präsident Gitanas Nausėda und LSDP)                |
| Gesundheit                      |      | Marija Jakubauskienė                  | Parteilos (unterstützt von LSDP)                                              |
| Innere Angelegenheiten          |      | Vladislavas Kondratovičius            | LSDP                                                                          |
| Justiz                          |      | Rimantas Mockus                       | Parteilos (unterstützt von Nemuno aušra)                                      |
| Landesschutz                    |      | Dovilė Šakalienė                      | LSDP                                                                          |
| Sozialschutz und Arbeit         |      | Inga Ruginienė                        | LSDP                                                                          |
| Verkehr und Kommunikation       |      | Eugenijus Sabutis                     | LSDP                                                                          |